# St. Margarethen an der Raab
St. Margarethen an der Raab (offizielle Schreibweise)
ist eine Marktgemeinde mit 4209 Einwohnern (Stand 1. Jänner 2024) in der Oststeiermark. Das Gemeindegebiet umfasst eine Fläche von 43,09 km².

## Geografie
Sankt Margarethen an der Raab liegt in einem breiten Flachmuldental des Flusses Raab im Bezirk Weiz im österreichischen Bundesland Steiermark. Höchste Erhebung im Gemeindegebiet ist der Kleeberg (499 m ü. A.).

### Gemeindegliederung
Die Gemeinde besteht aus acht Katastralgemeinden (Fläche Stand 31. Dezember 2023) bzw. gleichnamigen Ortschaften (Einwohnerzahl Stand 1. Jänner 2024):
- Entschendorf (775,26 ha; 557 Ew.)
- Goggitsch (482,29 ha; 284 Ew.)
- Kroisbach (407,46 ha; 296 Ew.)
- St. Margarethen an der Raab (443,05 ha; 1274 Ew.)
- Sulz (546,8 ha; 486 Ew.)
- Takern I (310,7 ha; 368 Ew.)
- Takern II (946,2 ha; 593 Ew.)
- Zöbing (397,25 ha; 351 Ew.)

## Nachbargemeinden
Die Gemeinde ist die südlichste im Bezirk und grenzt an
- drei Gemeinden im Bezirk Weiz,
- zwei Gemeinden im Bezirk Südoststeiermark (SO),
- und zwei Gemeinden im Bezirk Graz-Umgebung (GU).

| Gleisdorf                  | Hofstätten an der Raab                      | Markt Hartmannsdorf |
| Nestelbach bei Graz (GU)   | Kompassrose, die auf Nachbargemeinden zeigt |                     |
| Sankt Marein bei Graz (GU) | Kirchberg an der Raab (SO)                  | Eichkögl (SO)       |

## Geschichte
Die Kirche von Sankt Margarethen an der Raab wurde im Jahr 1267 als Filialkirche erwähnt und 1295 zur Pfarrkirche erhoben. Um 1510 wurde ein Neubau erstellt. Erst 1850 entstand die politische Gemeinde St. Margarethen an der Raab. 2010 wurde die Gemeinde zur Marktgemeinde erhoben.

### Bevölkerungsentwicklung
Seit 2001 sind sowohl die Geburtenbilanz als auch die Wanderungsbilanz positiv.
| St. Margarethen an der Raab: Einwohnerzahlen von 1869 bis 2024 | St. Margarethen an der Raab: Einwohnerzahlen von 1869 bis 2024 | St. Margarethen an der Raab: Einwohnerzahlen von 1869 bis 2024 | St. Margarethen an der Raab: Einwohnerzahlen von 1869 bis 2024 | St. Margarethen an der Raab: Einwohnerzahlen von 1869 bis 2024 |
| -------------------------------------------------------------- | -------------------------------------------------------------- | -------------------------------------------------------------- | -------------------------------------------------------------- | -------------------------------------------------------------- |
| Jahr                                                           |                                                                |                                                                |                                                                | Einwohner                                                      |
| 1869                                                           | 1869                                                           |                                                                | 3.163                                                          | 3.163                                                          |
| 1880                                                           | 1880                                                           |                                                                | 3.297                                                          | 3.297                                                          |
| 1890                                                           | 1890                                                           |                                                                | 3.313                                                          | 3.313                                                          |
| 1900                                                           | 1900                                                           |                                                                | 3.254                                                          | 3.254                                                          |
| 1910                                                           | 1910                                                           |                                                                | 3.371                                                          | 3.371                                                          |
| 1923                                                           | 1923                                                           |                                                                | 3.309                                                          | 3.309                                                          |
| 1934                                                           | 1934                                                           |                                                                | 3.444                                                          | 3.444                                                          |
| 1939                                                           | 1939                                                           |                                                                | 3.363                                                          | 3.363                                                          |
| 1951                                                           | 1951                                                           |                                                                | 3.330                                                          | 3.330                                                          |
| 1961                                                           | 1961                                                           |                                                                | 3.272                                                          | 3.272                                                          |
| 1971                                                           | 1971                                                           |                                                                | 3.427                                                          | 3.427                                                          |
| 1981                                                           | 1981                                                           |                                                                | 3.580                                                          | 3.580                                                          |
| 1991                                                           | 1991                                                           |                                                                | 3.614                                                          | 3.614                                                          |
| 2001                                                           | 2001                                                           |                                                                | 3.636                                                          | 3.636                                                          |
| 2011                                                           | 2011                                                           |                                                                | 3.918                                                          | 3.918                                                          |
| 2021                                                           | 2021                                                           |                                                                | 4.140                                                          | 4.140                                                          |
| 2024                                                           | 2024                                                           |                                                                | 4.209                                                          | 4.209                                                          |
| Quelle(n): Statistik Austria, Gebietsstand 1.1.2021            |                                                                |                                                                |                                                                |                                                                |

## Wirtschaft und Infrastruktur
In der Gemeinde sind viele gewerbliche Klein- und Mittelbetriebe ansässig.

## Kultur und Sehenswürdigkeiten

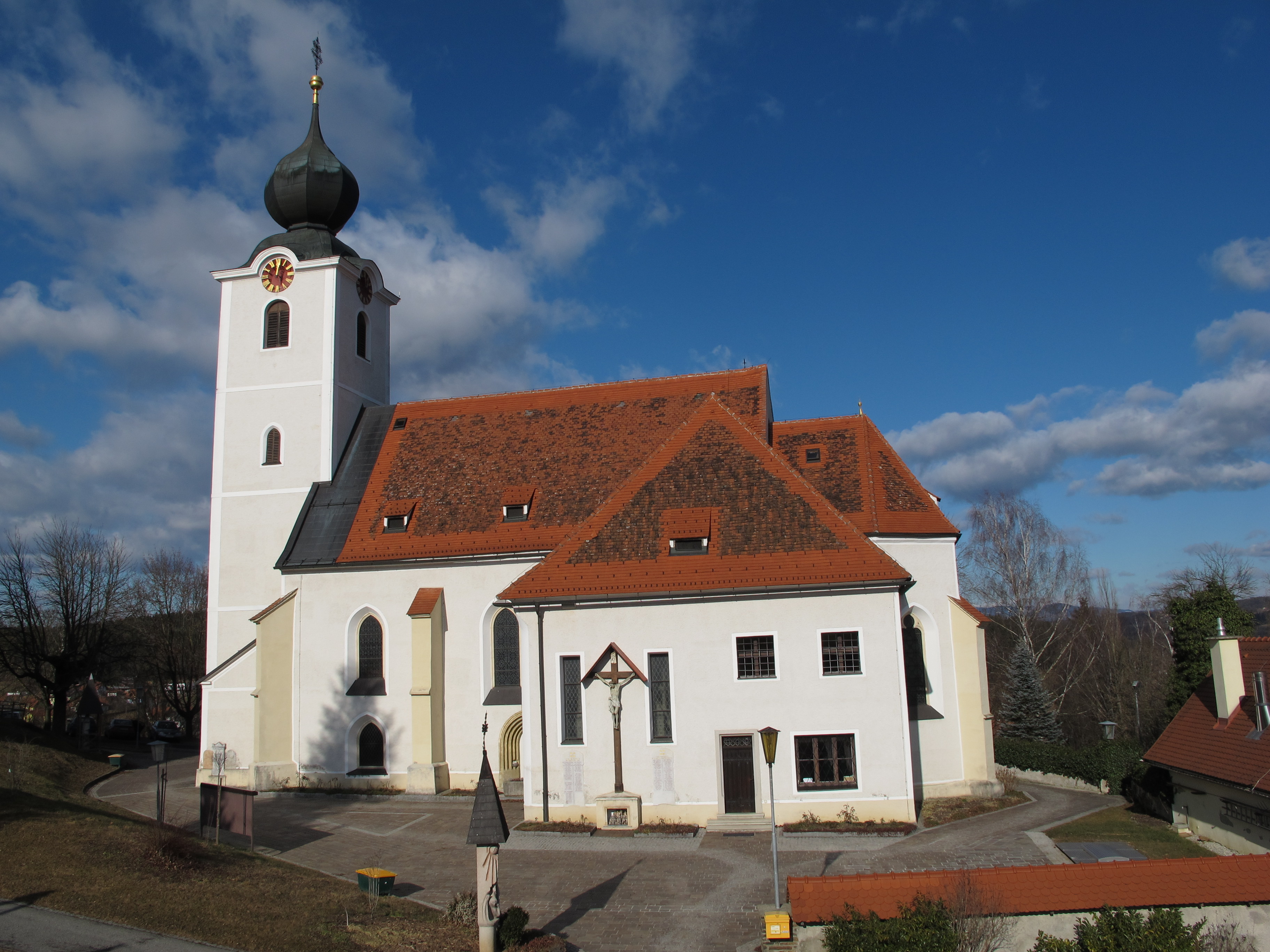
Kirche Sankt Margarethen

- Pfarrkirche St. Margarethen an der Raab

## Politik
Bürgermeister ist Johannes Karner, welcher bei der Konstituierenden Sitzung am 16. April 2025 wiedergewählt wurde. Bei der Gemeinderatswahl 2025 ist die Liste Die Grünen nicht mehr angetreten. Der Gemeinderat setzt sich nach den Wahlen von 2025 wie folgt zusammen:
- 11 ÖVP
- 5 SPÖ
- 5 FPÖ

### Wappen und Flagge
Die Verleihung des Gemeindewappens erfolgte mit Wirkung vom 1. August 1990.

Blasonierung (Wappenbeschreibung):
„In Rot ein goldener widerschauender Drache in Fluchtstellung mit einer goldenen Perlenkrone vorne oben.“
Die Gemeindeflagge hat zwei Streifen in den Farben Gelb-Rot mit dem Wappen.

## Persönlichkeiten

### Ehrenbürger
- 2001: Josef Jamnig (1924–2016), steirischer Caritasdirektor (1980–1994), Seelsorger in St. Margarethen an der Raab 1994–2013
- Johann Glettler, Altbürgermeister von St. Margarethen an der Raab[9]

### Söhne und Töchter der Gemeinde
- Franz Kölbl (1876–1956), Politiker (CSP) und Geistlicher, Präsident des Steiermärkischen Landtags 1920–1933
- Franz Luttenberger (1883–1937), Politiker (CSP) und Landwirt, Abgeordneter zum Nationalrat 1920–1930

### Mit der Gemeinde verbundene Persönlichkeiten
- Edi Glieder (* 1969), Fußballspieler, anfangs beim SC St. Margarethen an der Raab